# Alexander Kreisel
Alexander Kreisel (* 4. Februar 1970) ist ein deutscher Schwimmtrainer. Seine bekanntesten Sportler, die er trainierte sind Weltmeister Marco Koch und Olympiateilnehmer Yannick Lebherz.

## Leben
Kreisel ist Sohn vom Kommunalpolitiker, Lehrer und Trainer Günther Kreisel in Roßdorf. Bei der SG Odenwald und dem Darmstädter Schwimm- und Wassersport-Club 1912 (DSW 1912 Darmstadt) lernte er das Schwimmen, wechselte jedoch später in die Leichtathletik (Bestmarke im Hochsprung: 2,12 Meter).
Während seines Sportstudiums hatte er Nebenjobs im Schwimmsport. Bevor Kreisel 2002 Jugendtrainer beim DSW 1912 Darmstadt wurde, war er bei der SG Rheinhessen und SV Nikar Heidelberg (mit halber Landestrainerstelle) tätig.

## Auszeichnungen
- 2009: Erfolgreichster Trainer im Juniorenbereich des Jahres (Deutsche Schwimmtrainer-Vereinigung)[2]
- 2014, 2015: Schwimmtrainer des Jahres (Deutsche Schwimmtrainer-Vereinigung)[3]
- 2014: Hessens Trainer des Jahres (Landessportbund Hessen)[4]